# Pesci del Mar Mediterraneo

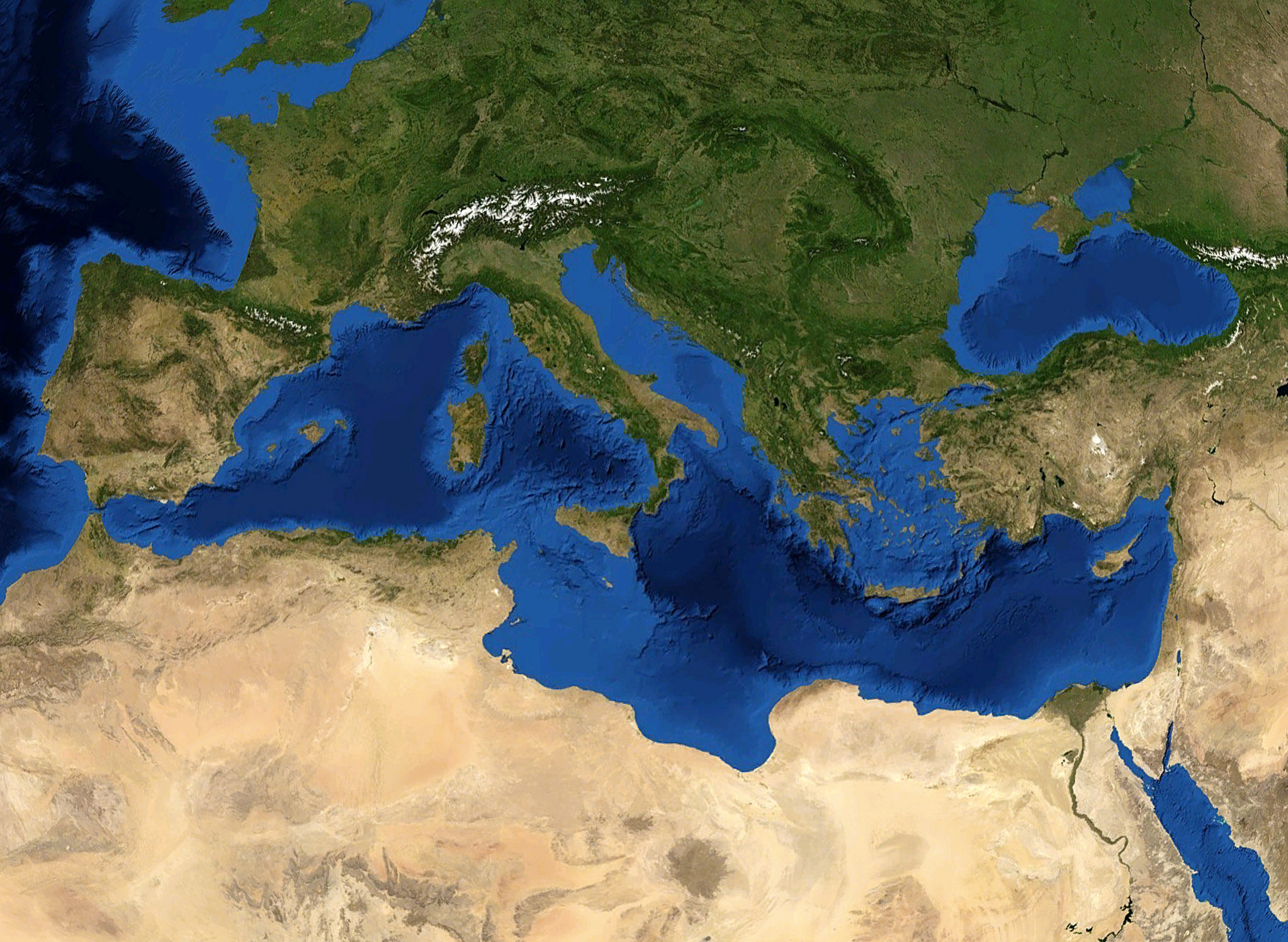
Il Mar Mediterraneo

La lista dei pesci del Mar Mediterraneo consiste di 712 specie ittiche.

## Cyclostomata

### Missine e Lamprede
| Immagine | Nome scientifico     | Nome volgare      |
| -------- | -------------------- | ----------------- |
|          | Myxine glutinosa     | Missina           |
|          | Lampetra fluviatilis | Lampreda di fiume |
|          | Petromyzon marinus   | Lampreda di mare  |

## Chondrichthyes

### Chimere
| Immagine | Nome scientifico   | Nome volgare |
| -------- | ------------------ | ------------ |
|          | Chimaera monstrosa | Chimera      |

### Squali
| Immagine | Nome scientifico          | Nome volgare                |
| -------- | ------------------------- | --------------------------- |
|          | Heptranchias perlo        | Squalo manzo                |
|          | Hexanchus griseus         | Squalo capopiatto           |
|          | Hexanchus nakamurai       | Notidano dagli occhi grandi |
|          | Echinorhinus brucus       | Ronco                       |
|          | Centrophorus granulosus   | Centroforo comune           |
|          | Centrophorus uyato        | Centroforo boccanera        |
|          | Dalatias licha            | Zigrino                     |
|          | Etmopterus spinax         | Sagrì nero                  |
|          | Oxynotus centrina         | Pesce porco                 |
|          | Centroscymnus coelolepis  | Centroscimno                |
|          | Somniosus rostratus       | Lemargo                     |
|          | Squalus acanthias         | Spinarolo                   |
|          | Squalus blainaville       | Spinarolo bruno             |
|          | Squalus megalops          |                             |
|          | Squatina aculeata         |                             |
|          | Squatina oculata          | Squadro pelle rossa         |
|          | Squatina squatina         | Squadro                     |
|          | Galeus atlanticus         |                             |
|          | Galeus melastomus         | Gattuccio boccanera         |
|          | Scyliorhinus canicula     | Gattuccio                   |
|          | Scyliorhinus stellaris    | Gattopardo                  |
|          | Galeorhinus galeus        | Canesca                     |
|          | Mustelus asterias         | Palombo stellato            |
|          | Mustelus mustelus         | Palolmbo                    |
|          | Mustelus punctulatus      |                             |
|          | Carcharias taurus         | Squalo toro                 |
|          | Odontaspis ferox          | Cagnaccio                   |
|          | Alopias superciliosus     | Squalo volpe occhione       |
|          | Alopias vulpinus          | Squalo volpe                |
|          | Cetorhinus maximus        | Squalo elefante             |
|          | Carcharodon carcharias    | Grande squalo bianco        |
|          | Isurus oxyrinchus         |                             |
|          | Lamna nasus               |                             |
|          | Carcharhinus altimus      |                             |
|          | Carcharhinus amboinensis  |                             |
|          | Carcharhinus brachyurus   | Squalo bronzo               |
|          | Carcharhinus brevipinna   | Squalo tissitore            |
|          | Carcharhinus falciformis  | Squalo serico               |
|          | Carcharhinus limbatus     | Squalo orlato               |
|          | Carcharhinus longimanus   |                             |
|          | Carcharhinus melanopterus |                             |
|          | Carcharhinus obscurus     |                             |
|          | Carcharhinus plumbeus     | Squalo grigio               |
|          | Galeocerdo cuvier         |                             |
|          | Prionace glauca           | Verdesca                    |
|          | Rhizoprionodon acutus     |                             |
|          | Sphyrna lewini            |                             |
|          | Sphyrna mokarran          |                             |
|          | Sphyrna tudes             |                             |
|          | Sphyrna zygaena           | Squalo martello             |

### Torpedini, Pesci sega, Razze e Mante
| Immagine | Nome scientifico          | Nome volgare        |
| -------- | ------------------------- | ------------------- |
|          | Pristis pectinata         |                     |
|          | Pristis pristis           |                     |
|          | Torpedo fuscomaculata     |                     |
|          | Torpedo marmorata         | Torpedine marezzata |
|          | Torpedo nobiliana         | Torpedine nera      |
|          | Torpedo torpedo           | Torpedine ocellata  |
|          | Glaucostegus halavi       |                     |
|          | Rhinobatos cemiculus      |                     |
|          | Rhinobatos rhinobatos     |                     |
|          | Dipturus batis            |                     |
|          | Dipturus oxyrinchus       |                     |
|          | Leucoraja circularis      |                     |
|          | Leucoraja fullonica       |                     |
|          | Leucoraja melitensis      |                     |
|          | Leucoraja naevus          |                     |
|          | Raja africana             |                     |
|          | Raja asterias             |                     |
|          | Raja brachyura            |                     |
|          | Raja clavata              |                     |
|          | Raja miraletus            |                     |
|          | Raja montagui             |                     |
|          | Raja polystigma           |                     |
|          | Raja radula               |                     |
|          | Raja rondeleti            |                     |
|          | Raja undulata             |                     |
|          | Rostroraja alba           |                     |
|          | Dasyatis centroura        | Trigrone spinoso    |
|          | Dasyatis chrysonota       |                     |
|          | Dasyatis marmorata        |                     |
|          | Dasyatis pastinaca        | Trigone             |
|          | Dasyatis tortonesei       |                     |
|          | Himantura uarnak          |                     |
|          | Pteroplatytrygon violacea |                     |
|          | Taeniura grabata          |                     |
|          | Urogymnus asperrimus      |                     |
|          | Gymnura altavela          |                     |
|          | Gymnura altavela          |                     |
|          | Mobula mobular            |                     |
|          | Myliobatis aquila         | Aquila di mare      |
|          | Pteromylaeus bovinus      |                     |
|          | Rhinoptera marginata      |                     |

## Osteichthyes

### Acipenseriformes
| Immagine | Nome scientifico    | Nome volgare      |
| -------- | ------------------- | ----------------- |
|          | Acipenser naccarii  | Storione cobice   |
|          | Acipenser stellatus | Storione stellato |
|          | Acipenser sturio    | Storione comune   |
|          | Huso huso           | Storione ladano   |

### Anguilliformes
| Immagine | Nome scientifico          | Nome volgare           |
| -------- | ------------------------- | ---------------------- |
|          | Anguilla anguilla         | Anguilla               |
|          | Ariosoma balearicum       |                        |
|          | Conger conger             |                        |
|          | Gnathophis mystax         |                        |
|          | Rhynchoconger trewavasae  |                        |
|          | Chlopsis bicolor          |                        |
|          | Panturichthys fowleri     |                        |
|          | Anarchias euryurus        |                        |
|          | Enchelycore anatina       |                        |
|          | Gymnothorax unicolor      |                        |
|          | Muraena helena            |                        |
|          | Cynoponticus ferox        |                        |
|          | Muraenesox cinereus       |                        |
|          | Nemichthys scolopaceus    |                        |
|          | Facciolella oxyrhynchus   |                        |
|          | Nettastoma melanurum      | Becco d'anatra         |
|          | Saurenchelys cancrivora   |                        |
|          | Apterichtus anguiformis   |                        |
|          | Apterichtus caecus        | Biscia di mare cieca   |
|          | Dalophis imberbis         | Biscia di mare mezzana |
|          | Echelus myrus             |                        |
|          | Mystriophis crosnieri     |                        |
|          | Ophichthus ophis          |                        |
|          | Ophichthus rufus          | Biscia di mare rosa    |
|          | Ophisurus serpens         |                        |
|          | Pisodonophis semicinctus  |                        |
|          | Serrivomer lanceolatoides |                        |
|          | Dysomma brevirostre       |                        |

### Notacanthiformes
| Immagine | Nome scientifico           | Nome volgare |
| -------- | -------------------------- | ------------ |
|          | Halosaurus ovenii          |              |
|          | Notacanthus bonaparte      |              |
|          | Polyacanthonotus rissoanus |              |

### Clupeiformes
| Immagine | Nome scientifico          | Nome volgare |
| -------- | ------------------------- | ------------ |
|          | Alosa agone               |              |
|          | Alosa alosa               |              |
|          | Alosa fallax              |              |
|          | Dussumieria elopsoides    |              |
|          | Etrumeus sadina           |              |
|          | Herklotsichthys punctatus |              |
|          | Sardina pilchardus        |              |
|          | Sardinella aurita         |              |
|          | Sardinella maderensis     |              |
|          | Spratelloides delicatulus |              |
|          | Sprattus sprattus         |              |
|          | Engraulis encrasicolus    | Acciuga      |

### Siluriformes
| Immagine | Nome scientifico  | Nome volgare |
| -------- | ----------------- | ------------ |
|          | Carlarius parkii  |              |
|          | Netuma thalassina |              |
|          | Plotosus lineatus |              |

### Argentiniformes
| Immagine | Nome scientifico        | Nome volgare |
| -------- | ----------------------- | ------------ |
|          | Argentina sphyraena     |              |
|          | Alepocephalus rostratus |              |
|          | Glossanodon leioglossus |              |
|          | Microstoma microstoma   |              |
|          | Nansenia iberica        |              |
|          | Nansenia oblita         |              |

### Salmoniformes
| Immagine | Nome scientifico | Nome volgare |
| -------- | ---------------- | ------------ |
|          | Salmo salar      |              |
|          | Salmo trutta     |              |

### Stomiiformes
| Immagine | Nome scientifico               | Nome volgare |
| -------- | ------------------------------ | ------------ |
|          | Argyropelecus hemigymnus       |              |
|          | Argyropelecus olfersii         |              |
|          | Maurolicus muelleri            |              |
|          | Cyclothone braueri             |              |
|          | Cyclothone microdon            |              |
|          | Cyclothone pygmaea             |              |
|          | Gonostoma denudatum            |              |
|          | Valenciennellus tripunctulatus |              |
|          | Bathophilus nigerrimus         |              |
|          | Bathophilus vaillanti          |              |
|          | Borostomias antarcticus        |              |
|          | Chauliodus sloani              |              |
|          | Stomias boa                    |              |
|          | Ichthyococcus ovatus           |              |
|          | Vinciguerria attenuata         |              |
|          | Vinciguerria poweriae          |              |

### Aulopiformes
| Immagine | Nome scientifico         | Nome volgare           |
| -------- | ------------------------ | ---------------------- |
|          | Alepisaurus ferox        |                        |
|          | Aulopus filamentosus     |                        |
|          | Chlorophthalmus agassizi |                        |
|          | Bathysaurus mollis       |                        |
|          | Bathypterois dubius      |                        |
|          | Bathypterois grallator   |                        |
|          | Evermannella balbo       |                        |
|          | Arctozenus risso         |                        |
|          | Lestidiops sphyrenoides  | Barracudina sfirenoide |
|          | Lestidiops sphyrenoides  |                        |
|          | Lestidium atlanticum     |                        |
|          | Paralepis coregonoides   |                        |
|          | Paralepis speciosa       | Barracudina comune     |
|          | Sudis hyalina            |                        |
|          | Saurida undosquamis      |                        |
|          | Synodus saurus           |                        |

### Myctophiformes
| Immagine | Nome scientifico          | Nome volgare |
| -------- | ------------------------- | ------------ |
|          | Benthosema glaciale       |              |
|          | Ceratoscopelus maderensis |              |
|          | Diaphus holti             |              |
|          | Diaphus metopoclampus     |              |
|          | Diaphus rafinesquii       |              |
|          | Diogenichthys atlanticus  |              |
|          | Electrona risso           |              |
|          | Gonichthys cocco          |              |
|          | Hygophum benoiti          |              |
|          | Hygophum hygomii          |              |
|          | Lampanyctus crocodilus    |              |
|          | Lampanyctus pusillus      |              |
|          | Lobianchia dofleini       |              |
|          | Lobianchia gemellarii     |              |
|          | Myctophum punctatum       |              |
|          | Notoscopelus bolini       |              |
|          | Notoscopelus elongatus    |              |
|          | Notoscopelus kroyeri      |              |
|          | Symbolophorus veranyi     |              |

### Zeiformes
| Immagine | Nome scientifico   | Nome volgare |
| -------- | ------------------ | ------------ |
|          | Zeus faber         |              |
|          | Zenopsis conchifer |              |

### Gadiformes
| Immagine | Nome scientifico             | Nome volgare |
| -------- | ---------------------------- | ------------ |
|          | Coelorinchus caelorhincus    |              |
|          | Coelorinchus occa            |              |
|          | Coryphaenoides guentheri     |              |
|          | Coryphaenoides mediterraneus |              |
|          | Hymenocephalus italicus      |              |
|          | Nezumia aequalis             |              |
|          | Nezumia sclerorhynchus       |              |
|          | Trachyrincus scabrus         |              |
|          | Merluccius merluccius        |              |
|          | Eretmophorus kleinenbergi    |              |
|          | Gadella maraldi              |              |
|          | Guttigadus latifrons         |              |
|          | Lepidion guentheri           |              |
|          | Lepidion lepidion            |              |
|          | Mora moro                    |              |
|          | Physiculus dalwigki          |              |
|          | Rhynchogadus hepaticus       |              |
|          | Phycis blennoides            |              |
|          | Phycis phycis                |              |
|          | Gaidropsarus biscayensis     |              |
|          | Gaidropsarus granti          |              |
|          | Gaidropsarus mediterraneus   |              |
|          | Gaidropsarus vulgaris        |              |
|          | Molva dypterygia             |              |
|          | Molva macrophthalma          |              |
|          | Molva molva                  |              |
|          | Gadiculus argenteus          |              |
|          | Merlangius merlangus         |              |
|          | Micromesistius poutassou     |              |
|          | Trisopterus luscus           |              |
|          | Trisopterus minutus          |              |

### Beryciformes
| Immagine | Nome scientifico                | Nome volgare |
| -------- | ------------------------------- | ------------ |
|          | Beryx decadactylus              |              |
|          | Beryx splendens                 |              |
|          | Sargocentron praslin            |              |
|          | Sargocentron rubrum             |              |
|          | Aulotrachichthys sajademalensis |              |
|          | Gephyroberyx darwinii           |              |
|          | Hoplostethus mediterraneus      |              |

### Lampriformes
| Immagine | Nome scientifico          | Nome volgare |
| -------- | ------------------------- | ------------ |
|          | Lampris guttatus          |              |
|          | Lophotus lacepede         |              |
|          | Regalecus glesne          |              |
|          | Trachipterus arcticus     |              |
|          | Trachipterus trachypterus |              |
|          | Zu cristatus              |              |

### Lophiiformes
| Immagine | Nome scientifico    | Nome volgare |
| -------- | ------------------- | ------------ |
|          | Lophius budegassa   |              |
|          | Lophius piscatorius |              |
|          | Chaunax suttkusi    |              |

### Ophidiiformes
| Immagine | Nome scientifico       | Nome volgare |
| -------- | ---------------------- | ------------ |
|          | Bellottia apoda        |              |
|          | Cataetyx alleni        |              |
|          | Cataetyx laticeps      |              |
|          | Grammonus ater         |              |
|          | Carapus acus           |              |
|          | Echiodon dentatus      |              |
|          | Echiodon drummondii    |              |
|          | Benthocometes robustus |              |
|          | Ophidion barbatum      |              |
|          | Ophidion rochei        |              |
|          | Parophidion vassali    |              |

### Mugilidae
| Immagine | Nome scientifico   | Nome volgare |
| -------- | ------------------ | ------------ |
|          | Chelon labrosus    |              |
|          | Liza aurata        |              |
|          | Liza carinata      |              |
|          | Liza haematocheila |              |
|          | Liza ramada        |              |
|          | Liza saliens       |              |
|          | Mugil cephalus     |              |
|          | Oedalechilus labeo |              |

### Atherinomorpha
| Immagine | Nome scientifico         | Nome volgare |
| -------- | ------------------------ | ------------ |
|          | Atherina boyeri          |              |
|          | Atherina hepsetus        |              |
|          | Atherina presbyter       |              |
|          | Atherinomorus lacunosus  |              |
|          | Belone belone            | Aguglia      |
|          | Belone svetovidovi       |              |
|          | Tylosurus acus           |              |
|          | Tylosurus choram         |              |
|          | Scomberesox saurus       |              |
|          | Cheilopogon exsiliens    |              |
|          | Cheilopogon furcatus     |              |
|          | Cheilopogon heterurus    |              |
|          | Exocoetus obtusirostris  |              |
|          | Exocoetus volitans       |              |
|          | Hirundichthys rondeletii |              |
|          | Hirundichthys speculiger |              |
|          | Parexocoetus mento       |              |
|          | Hemiramphus far          |              |
|          | Hyporhamphus affinis     |              |
|          | Hyporhamphus picarti     |              |
|          | Aphanius dispar          |              |
|          | Aphanius fasciatus       |              |
|          | Aphanius iberus          |              |

### Syngnathiformes
| Immagine | Nome scientifico        | Nome volgare |
| -------- | ----------------------- | ------------ |
|          | Fistularia commersonii  |              |
|          | Fistularia petimba      |              |
|          | Macroramphosus scolopax |              |
|          | Entelurus aequoreus     |              |
|          | Hippocampus fuscus      |              |
|          | Hippocampus guttulatus  |              |
|          | Hippocampus hippocampus |              |
|          | Minyichthys sentus      |              |
|          | Nerophis lumbriciformis |              |
|          | Nerophis maculatus      |              |
|          | Nerophis ophidion       |              |
|          | Syngnathus abaster      |              |
|          | Syngnathus acus         |              |
|          | Syngnathus phlegon      |              |
|          | Syngnathus rostellatus  |              |
|          | Syngnathus taenionotus  |              |
|          | Syngnathus tenuirostris |              |
|          | Syngnathus typhle       |              |

### Serranidae
| Immagine | Nome scientifico        | Nome volgare |
| -------- | ----------------------- | ------------ |
|          | Anthias anthias         |              |
|          | Cephalopholis taeniops  |              |
|          | Epinephelus aeneus      |              |
|          | Epinephelus caninus     |              |
|          | Epinephelus coioides    |              |
|          | Epinephelus costae      |              |
|          | Epinephelus malabaricus |              |
|          | Epinephelus marginatus  |              |
|          | Hyporthodus haifensis   |              |
|          | Mycteroperca rubra      |              |
|          | Serranus atricauda      |              |
|          | Serranus cabrilla       |              |
|          | Serranus hepatus        |              |
|          | Serranus scriba         |              |

### Scorpaeniformes
| Immagine | Nome scientifico          | Nome volgare |
| -------- | ------------------------- | ------------ |
|          | Helicolenus dactylopterus |              |
|          | Trachyscorpia cristulata  |              |
|          | Pontinus kuhlii           |              |
|          | Pterois miles             |              |
|          | Scorpaena azorica         |              |
|          | Scorpaena elongata        |              |
|          | Scorpaena loppei          |              |
|          | Scorpaena maderensis      |              |
|          | Scorpaena notata          |              |
|          | Scorpaena porcus          |              |
|          | Scorpaena scrofa          |              |
|          | Scorpaena stephanica      |              |
|          | Scorpaenodes arenai       |              |
|          | Sebastapistes mauritiana  |              |
|          | Elates ransonnetti        |              |
|          | Papilloculiceps longiceps |              |
|          | Platycephalus indicus     |              |
|          | Sorsogona prionota        |              |
|          | Chelidonichthys cuculus   |              |
|          | Chelidonichthys lucerna   |              |
|          | Chelidonichthys obscurus  |              |
|          | Eutrigla gurnardus        |              |
|          | Lepidotrigla cavillone    |              |
|          | Lepidotrigla dieuzeidei   |              |
|          | Trigla lyra               |              |
|          | Trigloporus lastoviza     |              |
|          | Peristedion cataphractum  |              |

### Cottoidei
| Immagine | Nome scientifico         | Nome volgare |
| -------- | ------------------------ | ------------ |
|          | Taurulus bubalis         |              |
|          | Eutelichthys leptochirus |              |
|          | Paraliparis murieli      |              |
|          | Melanostigma atlanticum  |              |
|          | Cyclopterus lumpus       |              |

### Percoidei
| Immagine | Nome scientifico              | Nome volgare       |
| -------- | ----------------------------- | ------------------ |
|          | Synagrops japonicus           |                    |
|          | Apogon imberbis               |                    |
|          | Jaydia queketti               |                    |
|          | Jaydia smithi                 |                    |
|          | Apogonichthyoides nigripinnis |                    |
|          | Apogonichthyoides pharaonis   |                    |
|          | Apogonichthyoides taeniatus   |                    |
|          | Brama brama                   |                    |
|          | Callanthias ruber             |                    |
|          | Centracanthus cirrus          |                    |
|          | Spicara maena                 |                    |
|          | Spicara smaris                |                    |
|          | Cepola macrophthalma          |                    |
|          | Chaetodon hoefleri            |                    |
|          | Chaetodon melannotus          |                    |
|          | Heniochus intermedius         |                    |
|          | Platax teira                  |                    |
|          | Epigonus constanciae          |                    |
|          | Epigonus denticulatus         |                    |
|          | Epigonus telescopus           |                    |
|          | Microichthys coccoi           |                    |
|          | Microichthys sanzoi           |                    |
|          | Parapristipoma humile         |                    |
|          | Parapristipoma octolineatum   |                    |
|          | Plectorhinchus mediterraneus  |                    |
|          | Pomadasys incisus             |                    |
|          | Pomadasys stridens            |                    |
|          | Kyphosus saltatrix            |                    |
|          | Equulites klunzingeri         |                    |
|          | Lobotes surinamensis          |                    |
|          | Lutjanus argentimaculatus     |                    |
|          | Lutjanus jocu                 |                    |
|          | Dicentrarchus labrax          |                    |
|          | Dicentrarchus punctatus       |                    |
|          | Mullus barbatus               | Triglia di fango   |
|          | Mullus surmuletus             | Triglia di scoglio |
|          | Parupeneus forsskali          |                    |
|          | Pseudupeneus prayensis        |                    |
|          | Upeneus moluccensis           |                    |
|          | Upeneus pori                  |                    |
|          | Nemipterus japonicus          |                    |
|          | Nemipterus randalli           |                    |
|          | Pempheris vanicolensis        |                    |
|          | Pomatomus saltatrix           |                    |
|          | Galeoides decadactylus        |                    |
|          | Polyprion americanus          |                    |
|          | Priacanthus arenatus          |                    |
|          | Rachycentron canadum          |                    |
|          | Argyrosomus regius            |                    |
|          | Sciaena umbra                 |                    |
|          | Umbrina canariensis           |                    |
|          | Umbrina cirrosa               |                    |
|          | Umbrina ronchus               |                    |
|          | Sillago sihama                |                    |
|          | Boops boops                   | Boga               |
|          | Crenidens crenidens           |                    |
|          | Dentex dentex                 |                    |
|          | Dentex gibbosus               |                    |
|          | Dentex macrophthalmus         |                    |
|          | Dentex maroccanus             |                    |
|          | Diplodus annularis            |                    |
|          | Diplodus bellottii            |                    |
|          | Diplodus cervinus             |                    |
|          | Diplodus puntazzo             |                    |
|          | Diplodus sargus               |                    |
|          | Diplodus vulgaris             |                    |
|          | Lithognathus mormyrus         |                    |
|          | Oblada melanurus              |                    |
|          | Pagellus acarne               |                    |
|          | Pagellus bellottii            |                    |
|          | Pagellus bogaraveo            |                    |
|          | Pagellus erythrinus           |                    |
|          | Pagrus auriga                 |                    |
|          | Pagrus caeruleostictus        |                    |
|          | Pagrus major                  |                    |
|          | Pagrus pagrus                 |                    |
|          | Rhabdosargus haffara          |                    |
|          | Sarpa salpa                   |                    |
|          | Sparus aurata                 |                    |
|          | Spondyliosoma cantharus       | Tanuta             |
|          | Pelates quadrilineatus        |                    |
|          | Terapon puta                  |                    |
|          | Terapon therapes              |                    |

### Gobiidae
| Immagine | Nome scientifico              | Nome volgare |
| -------- | ----------------------------- | ------------ |
|          | Aphia minuta                  |              |
|          | Bathygobius soporator         |              |
|          | Buenia affinis                |              |
|          | Buenia jeffreysii             |              |
|          | Chromogobius quadrivittatus   |              |
|          | Chromogobius zebratus         |              |
|          | Corcyrogobius liechtensteini  |              |
|          | Coryogalops ocheticus         |              |
|          | Crystallogobius linearis      |              |
|          | Deltentosteus collonianus     |              |
|          | Deltentosteus quadrimaculatus |              |
|          | Didogobius bentuvii           |              |
|          | Didogobius schlieweni         |              |
|          | Didogobius splechtnai         |              |
|          | Favonigobius melanobranchus   |              |
|          | Gammogobius steinitzi         |              |
|          | Gobius ater                   |              |
|          | Gobius auratus                |              |
|          | Gobius bucchichi              |              |
|          | Gobius cobitis                |              |
|          | Gobius couchi                 |              |
|          | Gobius cruentatus             |              |
|          | Gobius fallax                 |              |
|          | Gobius geniporus              |              |
|          | Gobius kolombatovici          |              |
|          | Gobius niger                  |              |
|          | Gobius paganellus             |              |
|          | Gobius roulei                 |              |
|          | Gobius strictus               |              |
|          | Gobius vittatus               |              |
|          | Gobius xanthocephalus         |              |
|          | Gobiusculus flavescens        |              |
|          | Knipowitschia caucasica       |              |
|          | Knipowitschia panizzae        |              |
|          | Lebetus guilleti              |              |
|          | Lesueurigobius friesii        |              |
|          | Lesueurigobius sanzi          |              |
|          | Lesueurigobius suerii         |              |
|          | Millerigobius macrocephalus   |              |
|          | Neogobius melanostomus        |              |
|          | Ninnigobius canestrinii       |              |
|          | Odondebuenia balearica        |              |
|          | Oxyurichthys papuensis        |              |
|          | Oxyurichthys petersi          |              |
|          | Pomatoschistus bathi          |              |
|          | Pomatoschistus knerii         |              |
|          | Pomatoschistus marmoratus     |              |
|          | Pomatoschistus microps        |              |
|          | Pomatoschistus minutus        |              |
|          | Pomatoschistus norvegicus     |              |
|          | Pomatoschistus pictus         |              |
|          | Pomatoschistus quagga         |              |
|          | Pomatoschistus tortonesei     |              |
|          | Pseudaphya ferreri            |              |
|          | Silhouettea aegyptia          |              |
|          | Speleogobius trigloides       |              |
|          | Thorogobius ephippiatus       |              |
|          | Thorogobius macrolepis        |              |
|          | Vanneaugobius dollfusi        |              |
|          | Vanneaugobius pruvoti         |              |
|          | Zebrus zebrus                 |              |
|          | Zosterisessor ophiocephalus   |              |

### Blenniidae
| Immagine | Nome scientifico            | Nome volgare         |
| -------- | --------------------------- | -------------------- |
|          | Aidablennius sphynx         |                      |
|          | Blennius ocellaris          | Bavosa occhiuta      |
|          | Coryphoblennius galerita    |                      |
|          | Hypleurochilus bananensis   |                      |
|          | Lipophrys adriaticus        | Bavosa adriatica     |
|          | Lipophrys canevae           | Bavosa guance gialle |
|          | Lipophrys dalmatinus        |                      |
|          | Lipophrys nigriceps         |                      |
|          | Lipophrys pholis            |                      |
|          | Lipophrys trigloides        | Bavosa capone        |
|          | Omobranchus punctatus       |                      |
|          | Parablennius gattorugine    |                      |
|          | Parablennius incognitus     |                      |
|          | Parablennius pilicornis     |                      |
|          | Parablennius rouxi          |                      |
|          | Parablennius sanguinolentus |                      |
|          | Parablennius tentacularis   |                      |
|          | Parablennius zvonimiri      |                      |
|          | Petroscirtes ancylodon      |                      |
|          | Salaria basilisca           |                      |
|          | Salaria pavo                |                      |
|          | Scartella cristata          |                      |

### Callionymidae
| Immagine | Nome scientifico           | Nome volgare |
| -------- | -------------------------- | ------------ |
|          | Clinitrachus argentatus    |              |
|          | Tripterygion delaisi       |              |
|          | Tripterygion melanurus     |              |
|          | Tripterygion tripteronotum |              |
|          | Callionymus fasciatus      |              |
|          | Callionymus filamentosus   |              |
|          | Callionymus lyra           |              |
|          | Callionymus maculatus      |              |
|          | Callionymus pusillus       |              |
|          | Callionymus reticulatus    |              |
|          | Callionymus risso          |              |
|          | Synchiropus phaeton        |              |

### Gobiesocidae
| Immagine | Nome scientifico          | Nome volgare |
| -------- | ------------------------- | ------------ |
|          | Apletodon dentatus        |              |
|          | Apletodon incognitus      |              |
|          | Diplecogaster bimaculata  |              |
|          | Gouania willdenowi        |              |
|          | Lepadogaster candolii     |              |
|          | Lepadogaster lepadogaster |              |
|          | Lepadogaster purpurea     |              |
|          | Opeatogenys gracilis      |              |

### Labridae
| Immagine | Nome scientifico          | Nome volgare      |
| -------- | ------------------------- | ----------------- |
|          | Acantholabrus palloni     |                   |
|          | Centrolabrus exoletus     |                   |
|          | Centrolabrus melanocercus | Tordo codanera    |
|          | Coris julis               |                   |
|          | Ctenolabrus rupestris     |                   |
|          | Iniistius pavo            |                   |
|          | Labrus bergylta           |                   |
|          | Labrus merula             | Tordo nero        |
|          | Labrus mixtus             | Tordo fischietto  |
|          | Labrus viridis            | Tordo marvizzo    |
|          | Lappanella fasciata       |                   |
|          | Pteragogus pelycus        |                   |
|          | Symphodus bailloni        |                   |
|          | Symphodus cinereus        | Tordo grigio      |
|          | Symphodus doderleini      |                   |
|          | Symphodus mediterraneus   | Tordo rosso       |
|          | Symphodus melops          | Tordo occhionero  |
|          | Symphodus ocellatus       |                   |
|          | Symphodus roissali        | Tordo verde       |
|          | Symphodus rostratus       |                   |
|          | Symphodus tinca           | Tordo pavone      |
|          | Symphodus trutta          |                   |
|          | Thalassoma pavo           | Donzella pavonina |
|          | Xyrichtys novacula        | Pesce pettine     |
|          | Scarus ghobban            |                   |
|          | Sparisoma cretense        |                   |

### Pomacentridae
| Immagine | Nome scientifico     | Nome volgare    |
| -------- | -------------------- | --------------- |
|          | Abudefduf vaigiensis |                 |
|          | Chromis chromis      | Castagnola      |
|          | Chromis viridis      | Damigella verde |

### Carangoidei
| Immagine | Nome scientifico        | Nome volgare |
| -------- | ----------------------- | ------------ |
|          | Echeneis naucrates      |              |
|          | Remora australis        |              |
|          | Remora brachyptera      |              |
|          | Remora osteochir        |              |
|          | Remora remora           |              |
|          | Coryphaena equiselis    |              |
|          | Coryphaena hippurus     |              |
|          | Alectis alexandrinus    |              |
|          | Alepes djedaba          |              |
|          | Campogramma glaycos     |              |
|          | Caranx crysos           |              |
|          | Caranx hippos           |              |
|          | Caranx rhonchus         |              |
|          | Decapterus macarellus   |              |
|          | Decapterus punctatus    |              |
|          | Decapterus russelli     |              |
|          | Elagatis bipinnulata    |              |
|          | Lichia amia             |              |
|          | Naucrates ductor        |              |
|          | Pseudocaranx dentex     |              |
|          | Selene dorsalis         |              |
|          | Seriola carpenteri      |              |
|          | Seriola dumerili        |              |
|          | Seriola fasciata        |              |
|          | Seriola rivoliana       |              |
|          | Trachinotus ovatus      |              |
|          | Trachurus mediterraneus |              |
|          | Trachurus picturatus    |              |
|          | Trachurus trachurus     |              |

### Stromateoidei
| Immagine | Nome scientifico          | Nome volgare |
| -------- | ------------------------- | ------------ |
|          | Centrolophus niger        |              |
|          | Hyperoglyphe perciformis  |              |
|          | Schedophilus medusophagus |              |
|          | Schedophilus ovalis       |              |
|          | Cubiceps capensis         |              |
|          | Cubiceps gracilis         |              |
|          | Psenes pellucidus         |              |
|          | Pampus argenteus          |              |
|          | Stromateus fiatola        |              |

### Sphyraenidae
| Immagine | Nome scientifico       | Nome volgare |
| -------- | ---------------------- | ------------ |
|          | Sphyraena chrysotaenia |              |
|          | Sphyraena flavicauda   |              |
|          | Sphyraena obtusata     |              |
|          | Sphyraena sphyraena    |              |
|          | Sphyraena viridensis   |              |

### Xiphioidei
| Immagine | Nome scientifico        | Nome volgare |
| -------- | ----------------------- | ------------ |
|          | Istiophorus platypterus |              |
|          | Makaira indica          |              |
|          | Makaira nigricans       |              |
|          | Tetrapturus albidus     |              |
|          | Tetrapturus belone      |              |
|          | Tetrapturus georgii     |              |
|          | Xiphias gladius         |              |

### Scombroidei
| Immagine | Nome scientifico        | Nome volgare   |
| -------- | ----------------------- | -------------- |
|          | Ruvettus pretiosus      |                |
|          | Lepidopus caudatus      |                |
|          | Trichiurus lepturus     |                |
|          | Acanthocybium solandri  |                |
|          | Auxis rochei rochei     |                |
|          | Auxis thazard           |                |
|          | Euthynnus alletteratus  |                |
|          | Katsuwonus pelamis      |                |
|          | Orcynopsis unicolor     |                |
|          | Rastrelliger kanagurta  |                |
|          | Sarda sarda             |                |
|          | Scomber colias          |                |
|          | Scomber scombrus        |                |
|          | Scomberomorus commerson |                |
|          | Scomberomorus tritor    |                |
|          | Thunnus alalunga        | Tonno alalunga |
|          | Thunnus thynnus         | Tonno rosso    |

### Trachinoidei
| Immagine | Nome scientifico            | Nome volgare    |
| -------- | --------------------------- | --------------- |
|          | Ammodytes tobianus          |                 |
|          | Champsodon nudivittis       |                 |
|          | Champsodon vorax            |                 |
|          | Gymnammodytes cicerelus     |                 |
|          | Gymnammodytes semisquamatus |                 |
|          | Pinguipes brasilianus       |                 |
|          | Uranoscopus scaber          |                 |
|          | Echiichthys vipera          | Tracina vipera  |
|          | Trachinus araneus           |                 |
|          | Trachinus draco             | Tracina drago   |
|          | Trachinus radiatus          | Tracina radiata |

### Pleuronectiformes
| Immagine | Nome scientifico           | Nome volgare |
| -------- | -------------------------- | ------------ |
|          | Arnoglossus grohmanni      |              |
|          | Arnoglossus imperialis     |              |
|          | Arnoglossus kessleri       |              |
|          | Arnoglossus laterna        |              |
|          | Arnoglossus rueppelii      |              |
|          | Arnoglossus thori          |              |
|          | Bothus podas               |              |
|          | Citharus linguatula        |              |
|          | Platichthys flesus         |              |
|          | Pleuronectes platessa      |              |
|          | Lepidorhombus boscii       |              |
|          | Lepidorhombus whiffiagonis |              |
|          | Psetta maxima              |              |
|          | Scophthalmus rhombus       |              |
|          | Zeugopterus punctatus      |              |
|          | Zeugopterus regius         |              |
|          | Bathysolea profundicola    |              |
|          | Buglossidium luteum        |              |
|          | Dicologlossa cuneata       |              |
|          | Dicologlossa hexophthalma  |              |
|          | Microchirus azevia         |              |
|          | Microchirus boscanion      |              |
|          | Microchirus ocellatus      |              |
|          | Microchirus variegatus     |              |
|          | Monochirus hispidus        |              |
|          | Pegusa impar               |              |
|          | Pegusa lascaris            |              |
|          | Solea aegyptiaca           |              |
|          | Solea senegalensis         |              |
|          | Solea solea                |              |
|          | Synaptura lusitanica       |              |
|          | Synapturichthys kleinii    |              |
|          | Cynoglossus sinusarabici   |              |
|          | Symphurus ligulatus        |              |
|          | Symphurus nigrescens       |              |

### Acanthuroidei
| Immagine | Nome scientifico     | Nome volgare |
| -------- | -------------------- | ------------ |
|          | Acanthurus monroviae |              |
|          | Luvarus imperialis   |              |
|          | Siganus luridus      |              |
|          | Siganus rivulatus    |              |

### Tetraodontiformes
| Immagine | Nome scientifico             | Nome volgare |
| -------- | ---------------------------- | ------------ |
|          | Balistes capriscus           |              |
|          | Cyclichthys spilostylus      |              |
|          | Diodon hystrix               |              |
|          | Mola mola                    |              |
|          | Ranzania laevis              |              |
|          | Stephanolepis diaspros       |              |
|          | Acanthostracion notacanthus  |              |
|          | Acanthostracion quadricornis |              |
|          | Lactophrys trigonus          |              |
|          | Tetrosomus gibbosus          |              |
|          | Tetragonurus cuvieri         |              |
|          | Arothron hispidus            |              |
|          | Ephippion guttifer           |              |
|          | Lagocephalus lagocephalus    |              |
|          | Lagocephalus sceleratus      |              |
|          | Lagocephalus spadiceus       |              |
|          | Lagocephalus suezensis       |              |
|          | Sphoeroides marmoratus       |              |
|          | Sphoeroides pachygaster      |              |
|          | Torquigener flavimaculosus   |              |
|          | Tylerius spinosissimus       |              |

### Altri ordini
| Immagine | Nome scientifico         | Nome volgare |
| -------- | ------------------------ | ------------ |
|          | Halobatrachus didactylus |              |
|          | Gasterosteus aculeatus   |              |
|          | Dactylopterus volitans   |              |
|          | Capros aper              |              |